# Delias vidua
Delias vidua is een vlindersoort uit de familie van de Pieridae (witjes), onderfamilie Pierinae.
Delias vidua werd in 1922 beschreven door Joicey & Talbot.